# Daiki Niwa
Daiki Niwa (丹羽 大輝 Niwa Daiki?,  Kawachinagano, Osaka, 16 de enero de 1986) es un futbolista japonés. Juega de defensa y su equipo es el Arenas Club de la Segunda Federación.

## Trayectoria

### Clubes
| Club                        | País   | Año           |
| --------------------------- | ------ | ------------- |
| Gamba Osaka                 | Japón  | 2004-2017     |
| Tokushima Vortis (préstamo) | Japón  | 2007          |
| Omiya Ardija (préstamo)     | Japón  | 2008          |
| Avispa Fukuoka (préstamo)   | Japón  | 2008-11       |
| Sanfrecce Hiroshima         | Japón  | 2017-18       |
| F. C. Tokyo                 | Japón  | 2018-21       |
| Sestao River Club           | España | 2021-23       |
| Arenas Club                 | España | 2023-presente |

### Selección nacional
| Selección | País  | Año           |
| --------- | ----- | ------------- |
| Sub-17    | Japón | 2001-2003     |
| Sub-20    | Japón | 2004-2006     |
| Absoluta  | Japón | 2015-presente |

## Palmarés

### Títulos nacionales
| Título                        | Club              | País   | Año     |
| ----------------------------- | ----------------- | ------ | ------- |
| J1 League                     | Gamba Osaka       | Japón  | 2005    |
| J2 League                     | Gamba Osaka       | Japón  | 2013    |
| Copa J. League                | Gamba Osaka       | Japón  | 2014    |
| J1 League                     | Gamba Osaka       | Japón  | 2014    |
| Copa del Emperador            | Gamba Osaka       | Japón  | 2014    |
| Supercopa de Japón            | Gamba Osaka       | Japón  | 2015    |
| Copa del Emperador            | Gamba Osaka       | Japón  | 2015    |
| Segunda Federación (Grupo II) | Sestao River Club | España | 2022-23 |
| Segunda Federación (Grupo II) | Arenas Club       | España | 2024-25 |